# 1809 (numero)
Milleottocentonove (1809) è il numero naturale dopo il 1808 e prima del 1810.

## Proprietà matematiche
- È un numero dispari.
- È un numero composto da 8 divisori: 1, 3, 9, 27, 67, 201, 603, 1809. Poiché la somma dei suoi divisori (escluso il numero stesso) è 911 < 1809, è un numero difettivo.
- È un numero fortunato.
- È un numero nontotiente in quanto dispari e diverso da 1.
- È un numero odioso.
- È parte delle terne pitagoriche (1809, 1880, 2609), (1809, 2412, 3015), (1809, 6612, 6855), (1809, 8040, 8241), (1809, 20160, 20241), (1809, 24388, 24455), (1809, 60588, 60615), (1809, 181800, 181809), (1809, 545412, 545415), (1809, 1636240, 1636241).